# Stockholms stadshus

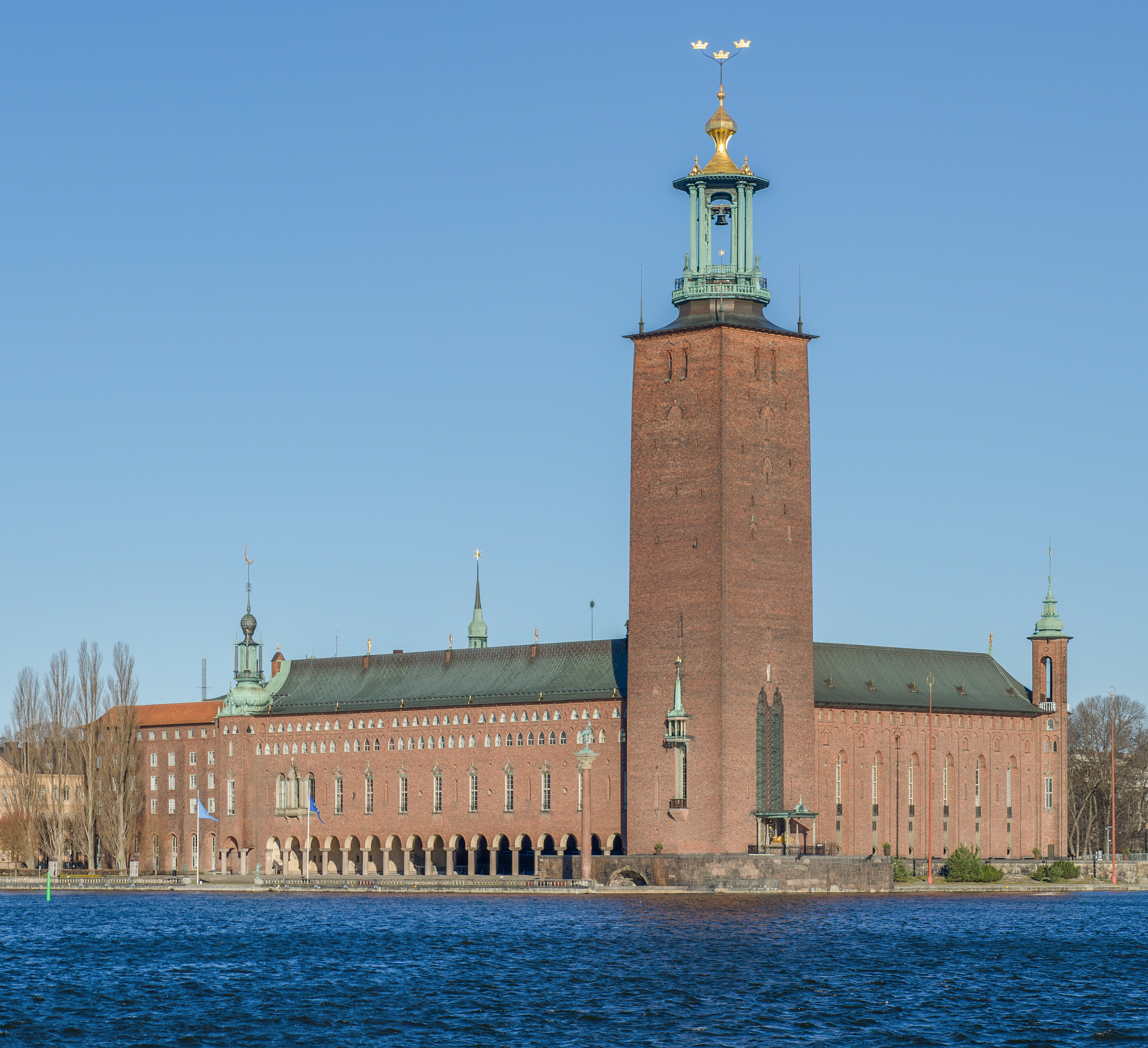
Stadshuset

Stockholms stadshus, das Rathaus der schwedischen Hauptstadt Stockholm, beherbergt den Sitz der Stadtregierung und des Stadtparlamentes. Es liegt am südöstlichen Spitz der Insel Kungsholmen am Riddarfjärden im Mälarsee. An derselben Stelle befand sich bis zu ihrer Zerstörung durch einen Brand am 31. Oktober 1878 die dampfgetriebene Mühle Eldkvarn.

## Entstehung

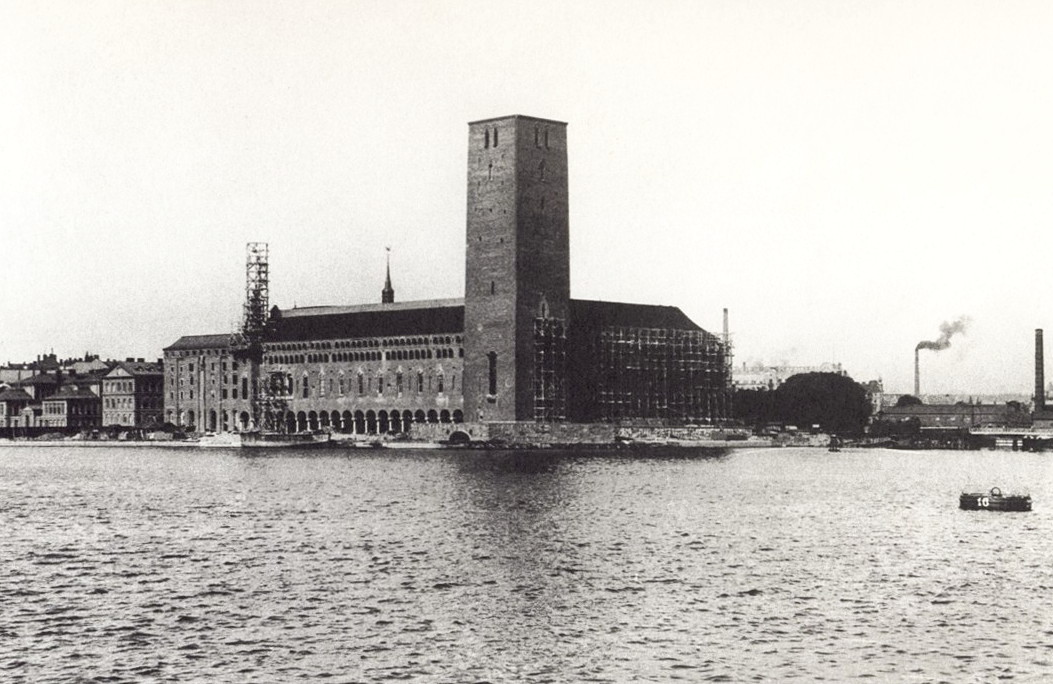
Stadshuset im Bau 1919

Das Rathaus wurde zwischen 1911 und 1923 nach Plänen des Architekten Ragnar Östberg im Stil der schwedischen Nationalromantik erbaut und am 23. Juni 1923 eingeweiht. Die Bauausführung übernahm die Firma Kreuger & Toll des später als „Zündholzkönig“ berühmt gewordenen Geschäftsmannes Ivar Kreuger. Der Ost- und der Südflügel blicken auf den See und werden durch einen 106 Meter hohen Eckturm zusammengefasst, der vom Reichswappen Tre Kronor gekrönt wird.
Ursprünglich war geplant, auf diesem Grundstück ein Amtshaus (rådhus) zu bauen, das den Magistrat und das Stadtgericht beherbergen sollte. Aus dem dazu 1903/04 veranstalteten Architekturwettbewerb ging der Entwurf Ragnar Östbergs siegreich hervor. Doch die Stadtregierung beschloss kurz danach, auf diesem Grundstück ein repräsentatives Gebäude für die Stadtregierung und das Stadtparlament zu errichten. Ragnar Östberg wurde aufgefordert, seinen Beitrag in diesem Sinne umzuarbeiten, während der im Wettbewerb Zweitplatzierte Carl Westman mit dem Bau des Amtshauses, des heutigen Stockholms rådhus, auf einem Grundstück in der Nähe beauftragt wurde. Östberg hielt in seinem neuen Entwurf an den Hauptzügen seines ersten Entwurfes fest, nämlich an der symbolischen Beziehung zum Wasser und dem dominierenden Eckturm. Gleichzeitig griff er mediterrane Elemente, vor allem aus Venedig auf, die ihren Ausdruck im Bürgerhof (Borgargården) und der Blauen Halle (Blå Hallen), die übrigens nicht blau ist, finden.

## Gestaltung

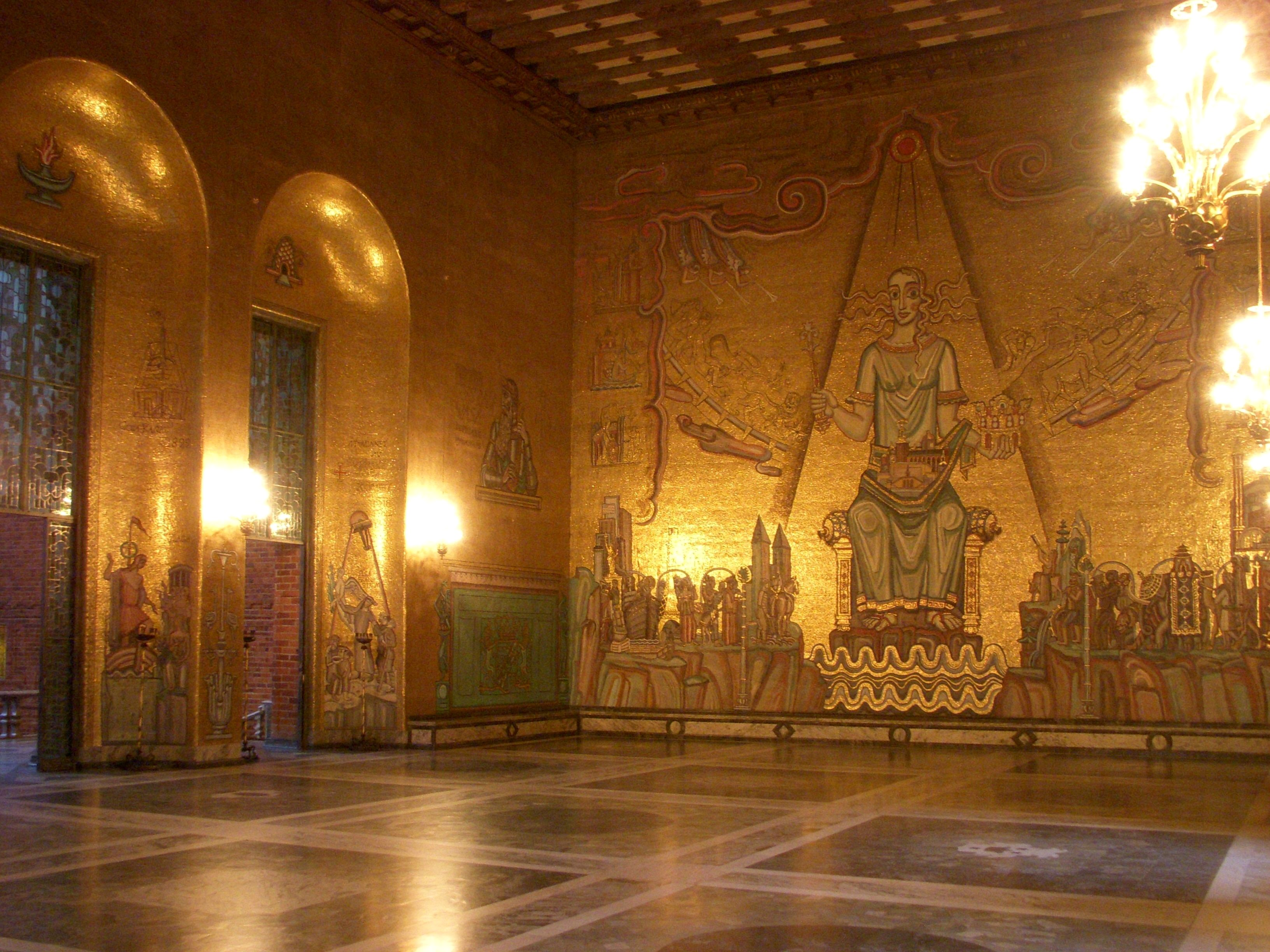
Byzantinisch inspirierter Goldener Saal: Mosaik der „Königin des Mälarsees“

Zur Ausgestaltung und Einrichtung des Rathauses wurden zahlreiche Künstler engagiert. An der Ausgestaltung arbeiteten u. a. die Maler Axel Törneman, Einar Forseth und Prinz Eugen, die Möbeldesigner Ernst Spolén, Melchior Wernstedt und Carl Malmsten und die Textilkünstlerin Maja Sjöström. Den Stadshusparken schmücken Statuen des Bildhauers Carl Eldh, u. a. die Trilogie von 1923, „Verfasser“ Författaren (August Strindberg), „Dichter“ Skalden (Gustav Fröding) und „Maler“ Målaren (Ernst Josephson), die wegen ihrer Nacktheit zunächst starke Proteste hervorriefen.
Besonders erwähnenswert sind die Repräsentationsräume des Rathauses, wie der Goldene Saal (Gyllene salen) mit den von Puhl & Wagner ausgeführten Gold-Mosaiken nach den Entwürfen von Einar Forseth, der Beratungssaal (Rådsalen), in dem jede dritte Woche die Stockholmer Stadtregierung zusammentritt, die Galerie des Prinzen (Prinsens galleri) sowie die Blaue Halle (Blå hallen), in der jährlich das Festessen anlässlich der Vergabe der Nobelpreise abgehalten wird.
Eines der hölzernen Rathaustore, das Huvudportal, besteht aus schwarzer Eiche. Das Holz dafür stammt vom 1676 Höhe Dalarö gesunkenen Linienschiff Riksäpplet (Reichsapfel), das 1675 bis 1676 zeitweise als Flaggschiff für den damaligen Reichsadmiral diente und 1921 an der Wrackstelle in 15 m Tiefe gesprengt wurde, um das Holz wiederverwenden zu können.

## Stadthausturm
Der Turm ist inspiriert vom Turm des alten königlichen Schlosses Drei Kronen, das 1697 durch einen Brand zerstört wurde. Der Turm ist 106 m hoch und durch die verwendeten 2,5 Mio. Backsteine ca. 24000 t schwer. Bis zur Turmspitze mit Ausblick über die Stadt sind es 365 Treppenstufen. Der Aufstieg erfolgt in schmalen, endlos erscheinenden Gängen direkt hinter den Außenmauern des Turms. Beim Aufstieg passiert man zunächst die Zuschauergalerie (åhörareläktaren) und eine große Eisentür, die zum Jungfrauturm führt, benannt nach der Prinzessin, die hinter vergitterten Fenstern auf die Rettung von Sankt Georg wartet; er ist weiter oben im Turm platziert.
Im Turmmuseum sind Modelle der Büsten und Statuen des Stadthauses ausgestellt sowie Proben für die Mosaike des Goldenen Saals. Das herausragende Ausstellungsstück ist die Statue des Sankt Erik, des Schutzheiligen Stockholms, die von den Gebrüdern Sandberg für die offene Turmspitze entworfen wurde. Mit ihren 7,6 m Höhe konnte die Statue nicht auf herkömmlichem Wege dorthin transportiert werden – deshalb wurden Dachluken geschaffen, die alle Ebenen des Turms durchziehen. Mit einem Kran in der Turmspitze sollte die Statue schließlich nach oben befördert werden. Der Architekt Ragnar Östberg änderte jedoch seine Pläne und gestaltete die Turmspitze stattdessen als offene Aussichtsplattform.
Weiter oben in der Zirkelpassage befinden sich vier Gipsmodelle der Statuen, die für die weiter oben gelegene Turmterrasse vorgesehen waren: Maria Magdalena, die Heilige Klara, Sankt Erik und Sankt Nikolaus.
Durch die Turmpassage hindurch gelangt man in den Dachstuhl, wo das Holzgerüst des Glockenturms, der Holzturm, beginnt. Darüber befinden sich das Getriebe des Glockenspiels und erwähnter Kran für die Statuen.
Über der Aussichtsplattform, dem Kupferturm, befindet sich die Turmterrasse auf 73 m Höhe mit den vier vorher erwähnten Heiligen. Maria Magdalena, die Heilige Klara und Sankt Erik sind ihrer jeweiligen Kirchengemeinde zugewandt. Sankt Nikolaus gehört nicht zu einer Gemeinde, er ist der Schutzheilige der Seefahrer.
Noch weiter oben befinden sich die neun Turmglocken. Die größte Glocke, ein Geschenk aus Holland, wiegt 3 t und ist nach Sankt Erik benannt. Die Kleinste trägt den Namen Sankt Georg. Unter den Glocken dient beim Ausblick über die Stadt eine geprägte Kupferplatte mit den Sehenswürdigkeiten als Orientierungshilfe.
Die drei Kronen auf der Spitze des Turms sind jeweils 2,2 m lang und weisen in die Richtung des alten Schlosses Drei Kronen.

## Außenansichten

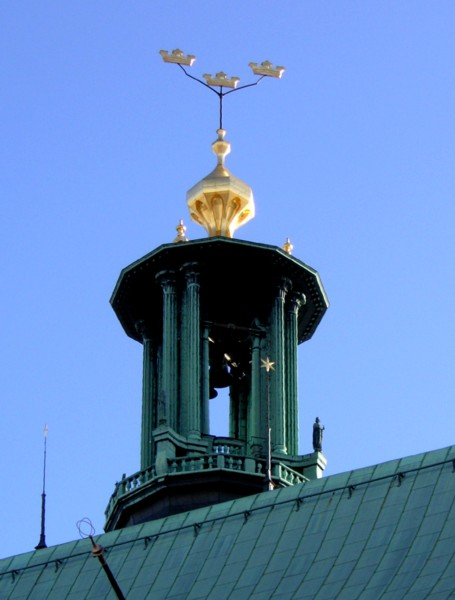
Die Turmspitze mit den drei Kronen
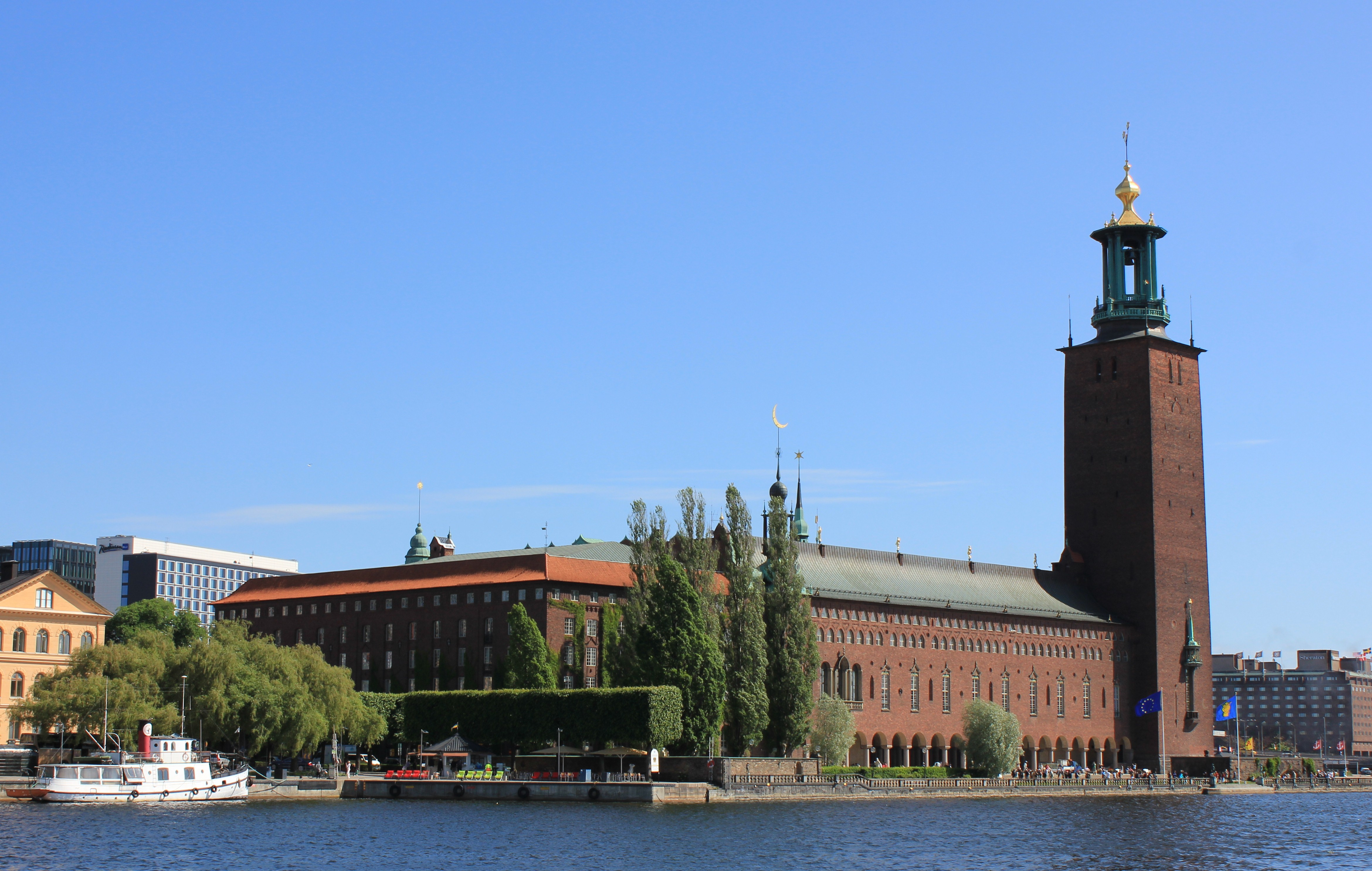
Stockholms stadshus von Södermalm aus gesehen
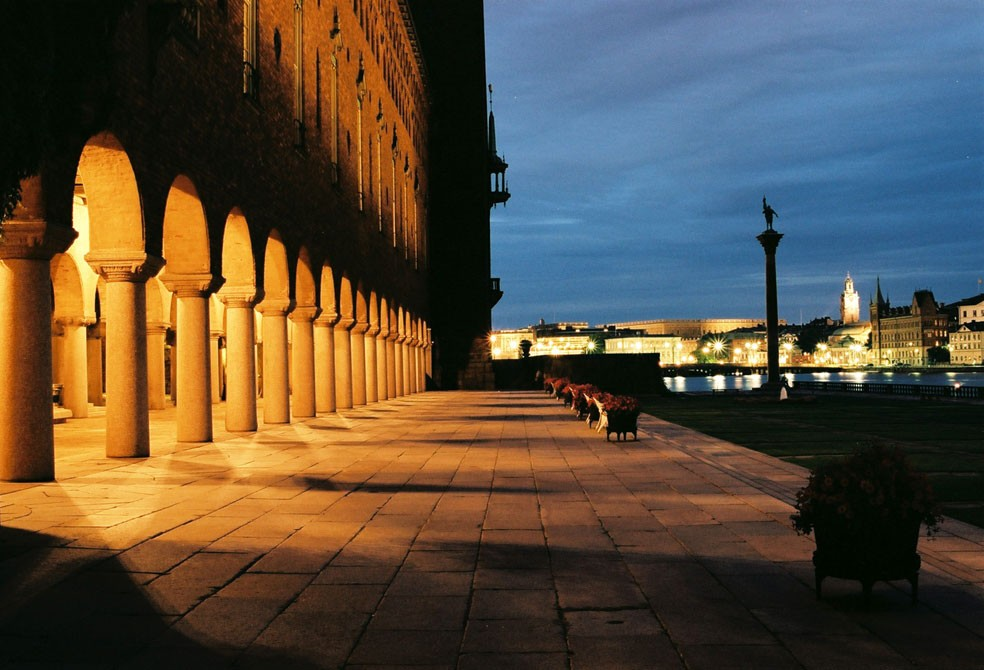
Stadshusets Terrasse
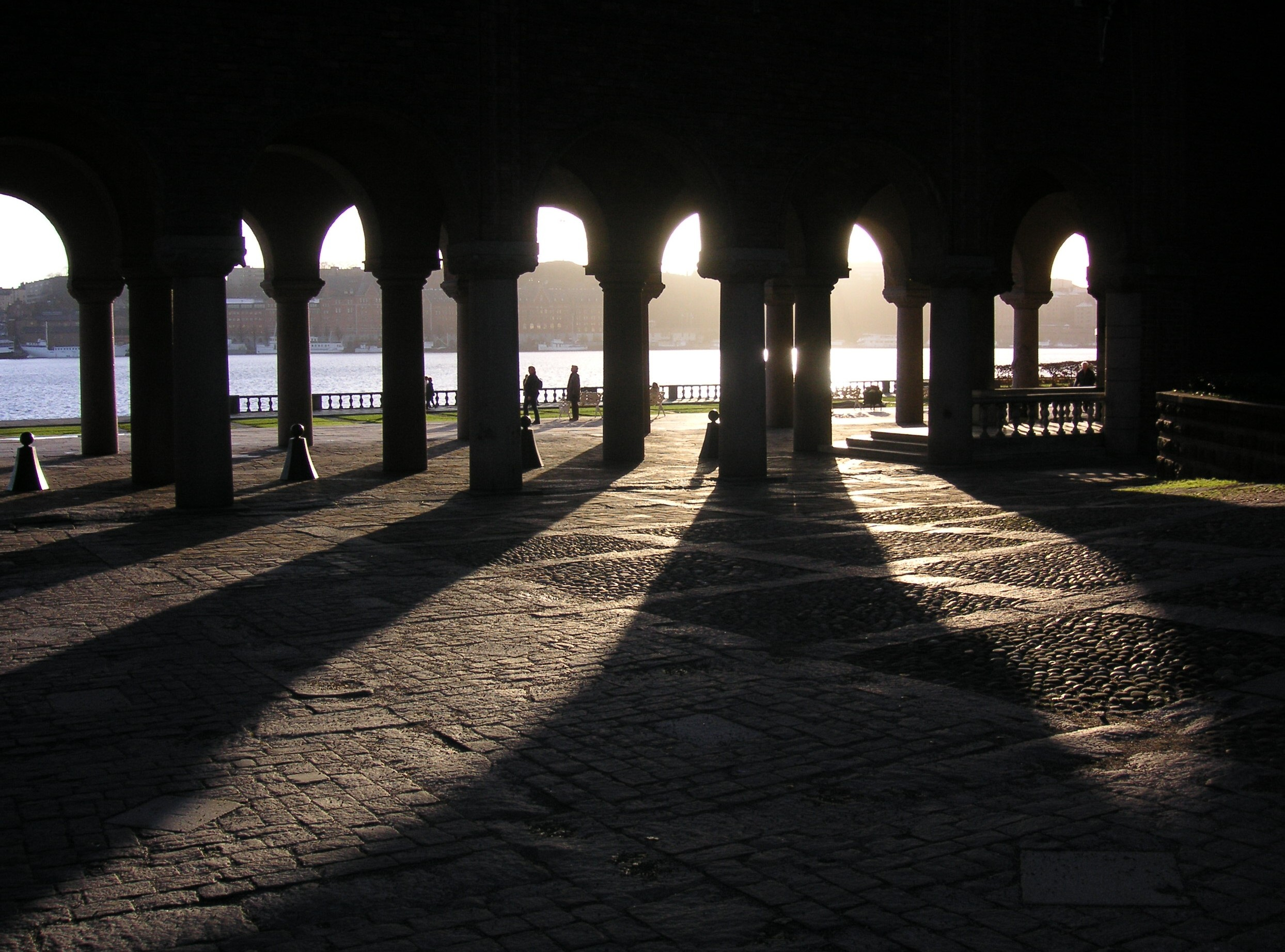
Innenhof mit Blick zum Riddarfjärden
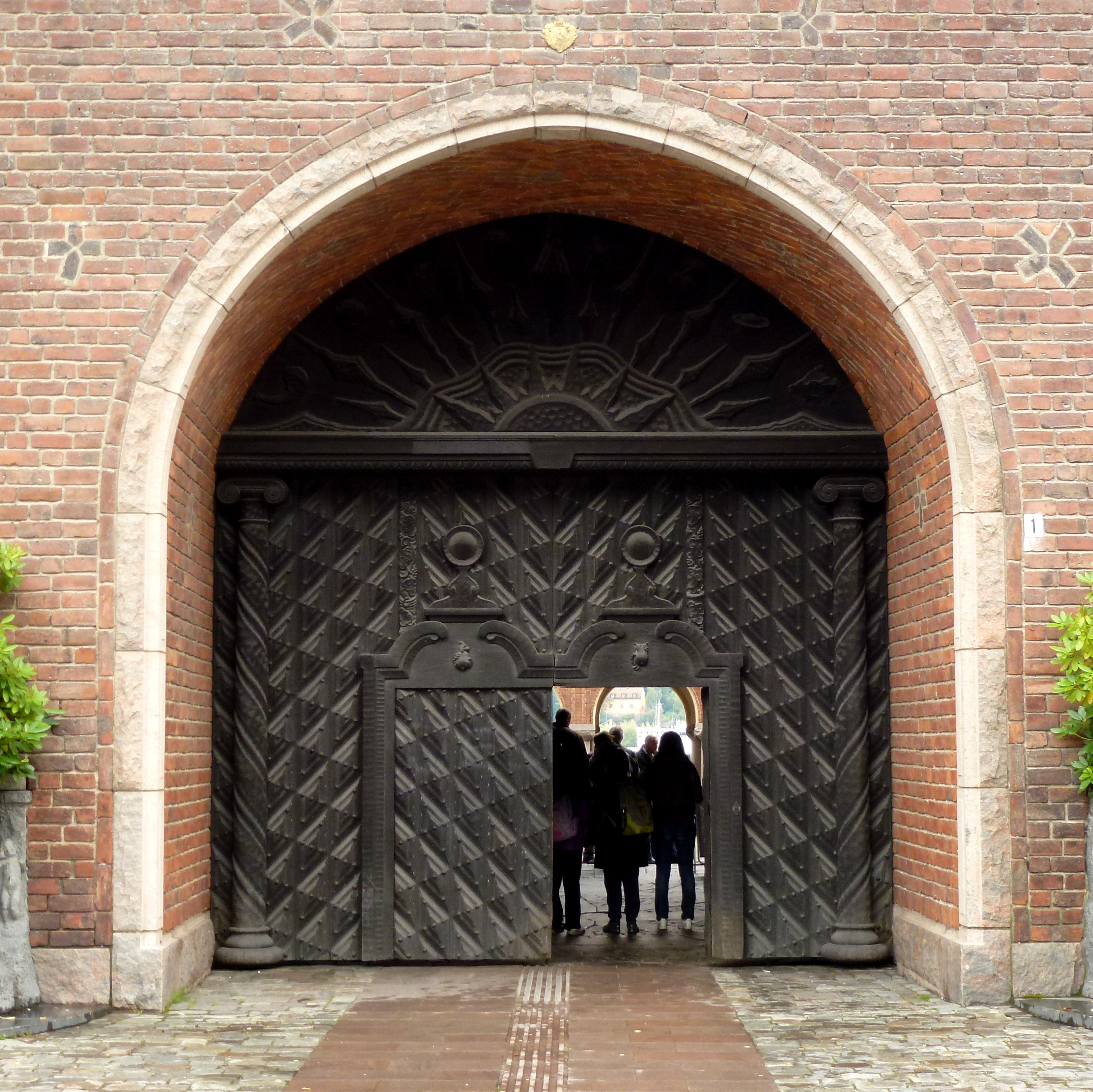
Das Huvudportal aus schwarzer Eiche vom Segelkriegsschiff Riksäpplet
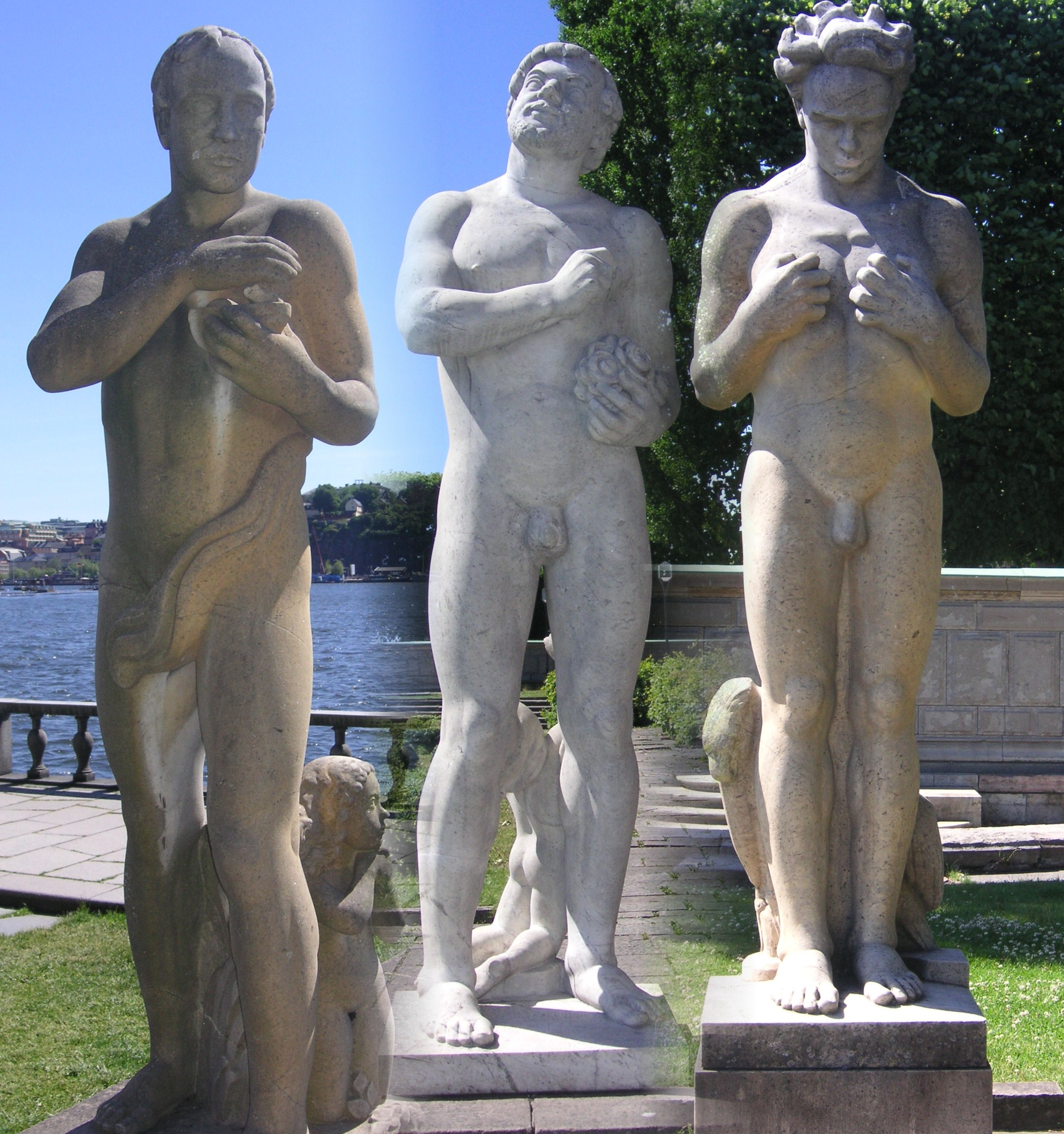
Trilogie: Fröding, Josephson, Strindberg. (Fotomontage)

## Innenansichten

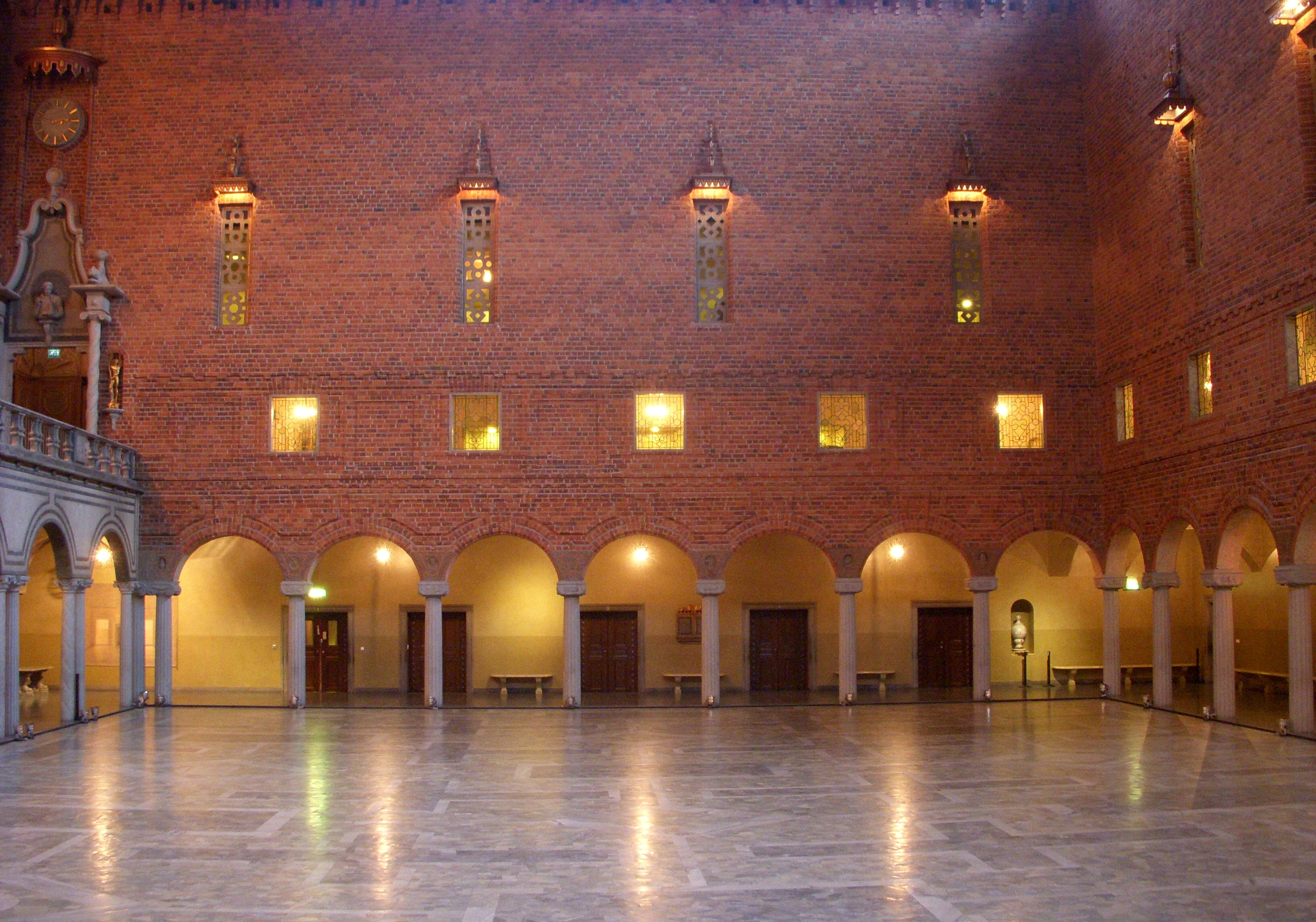
Blå hallen
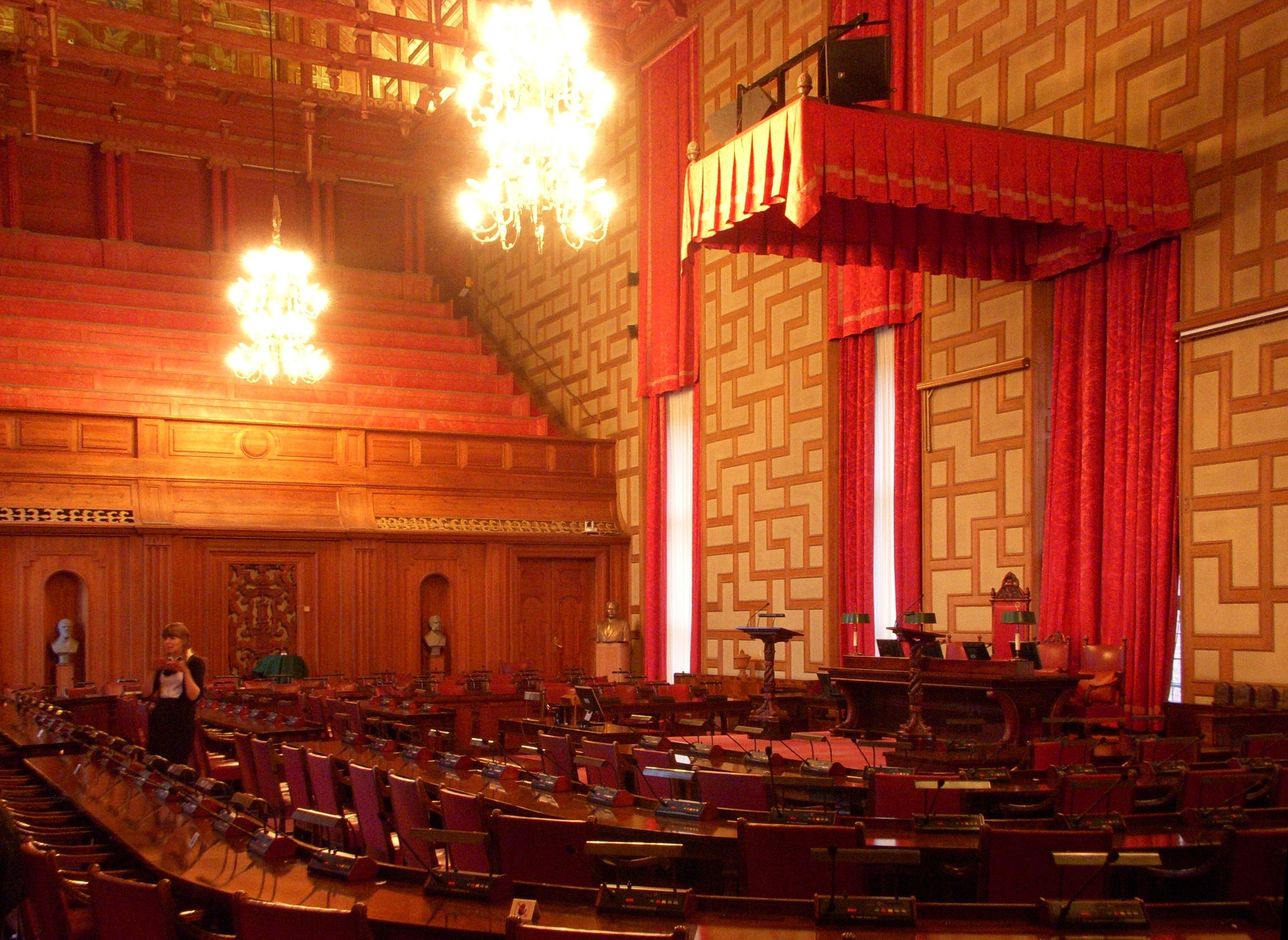
Rådsalen
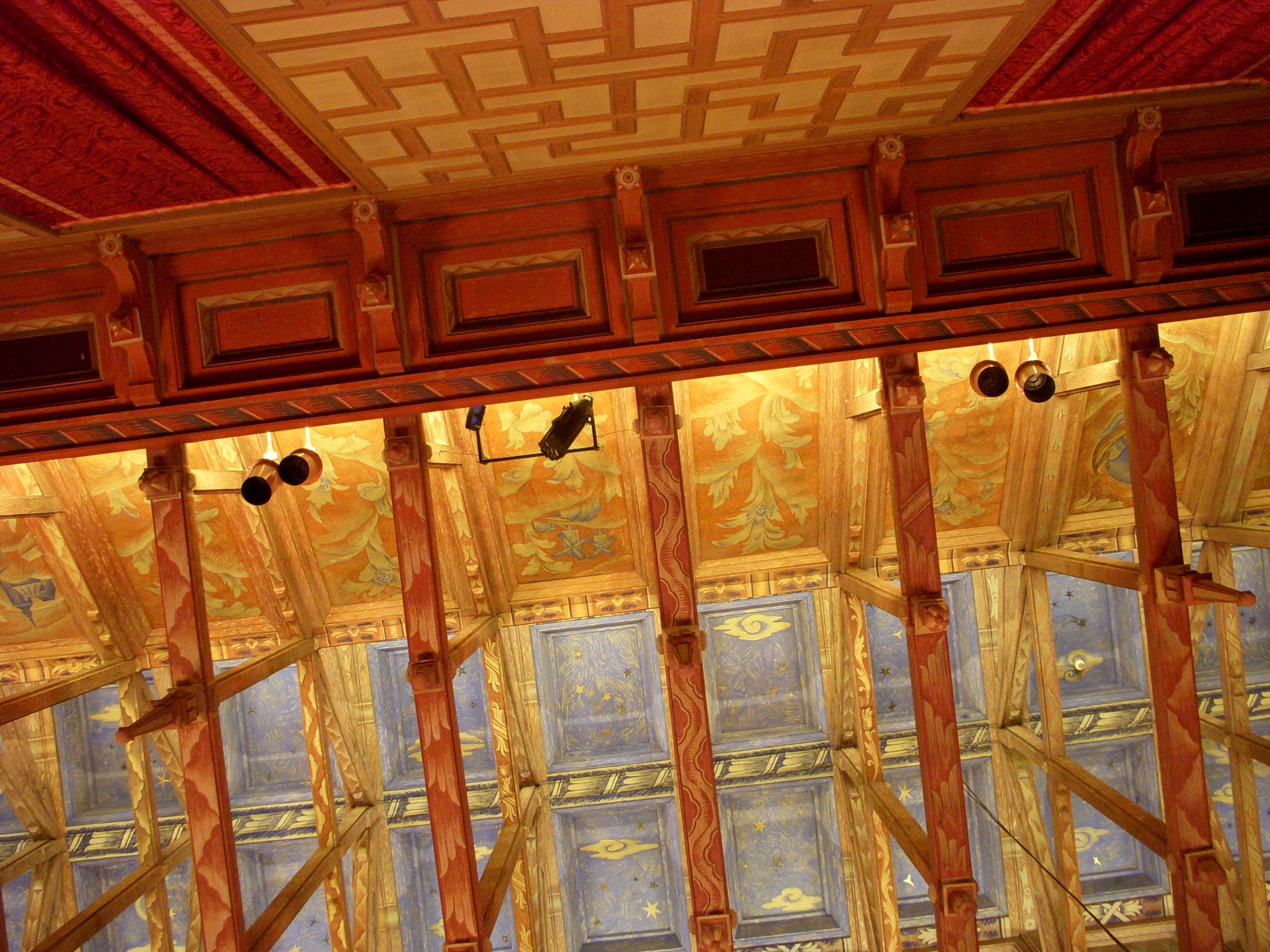
Rådsalen (Dachstuhl)
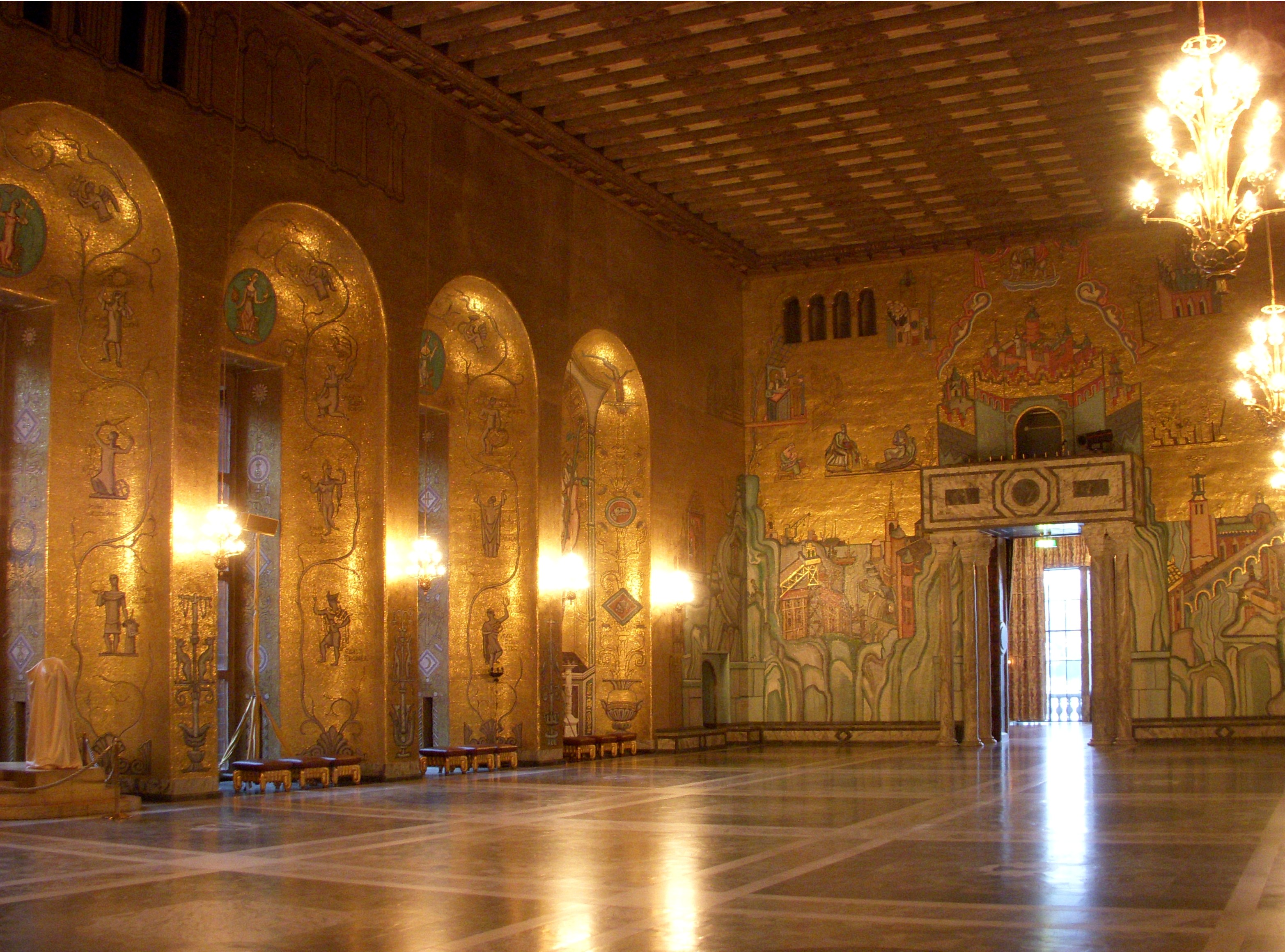
Gyllene salen

## Der Stadthausturm

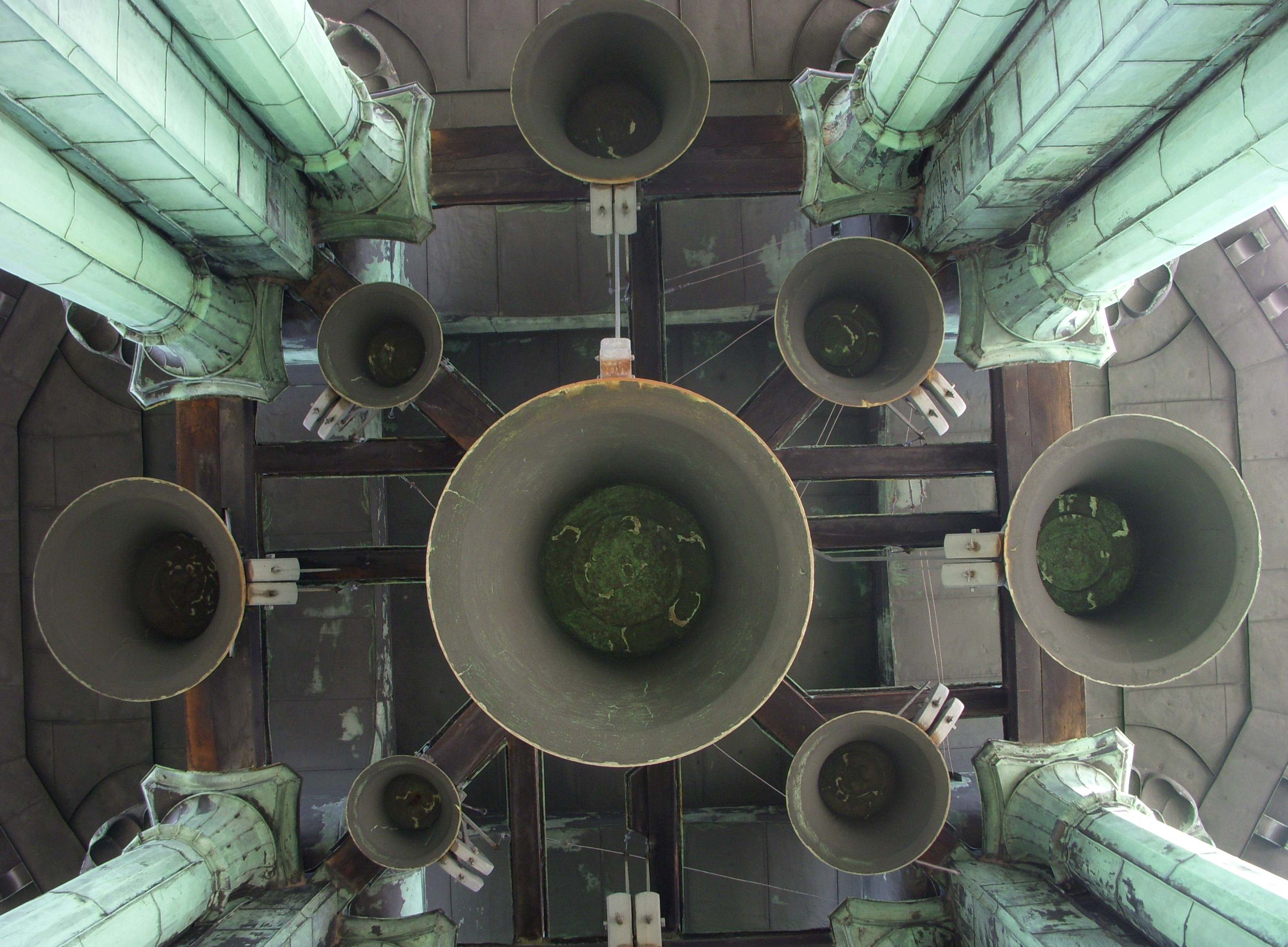
Die Glocken
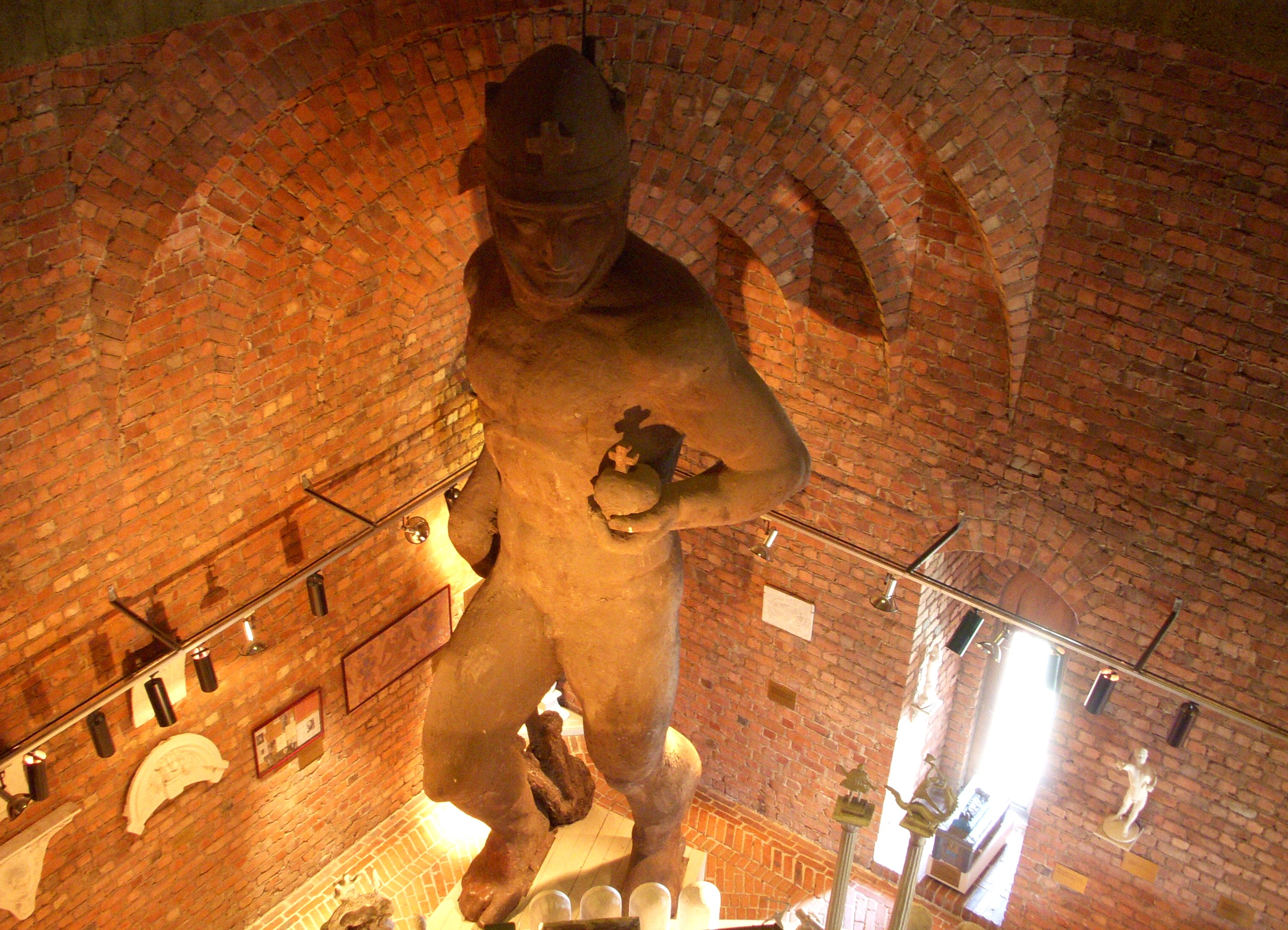
Sankt Erik im Turmmuseum
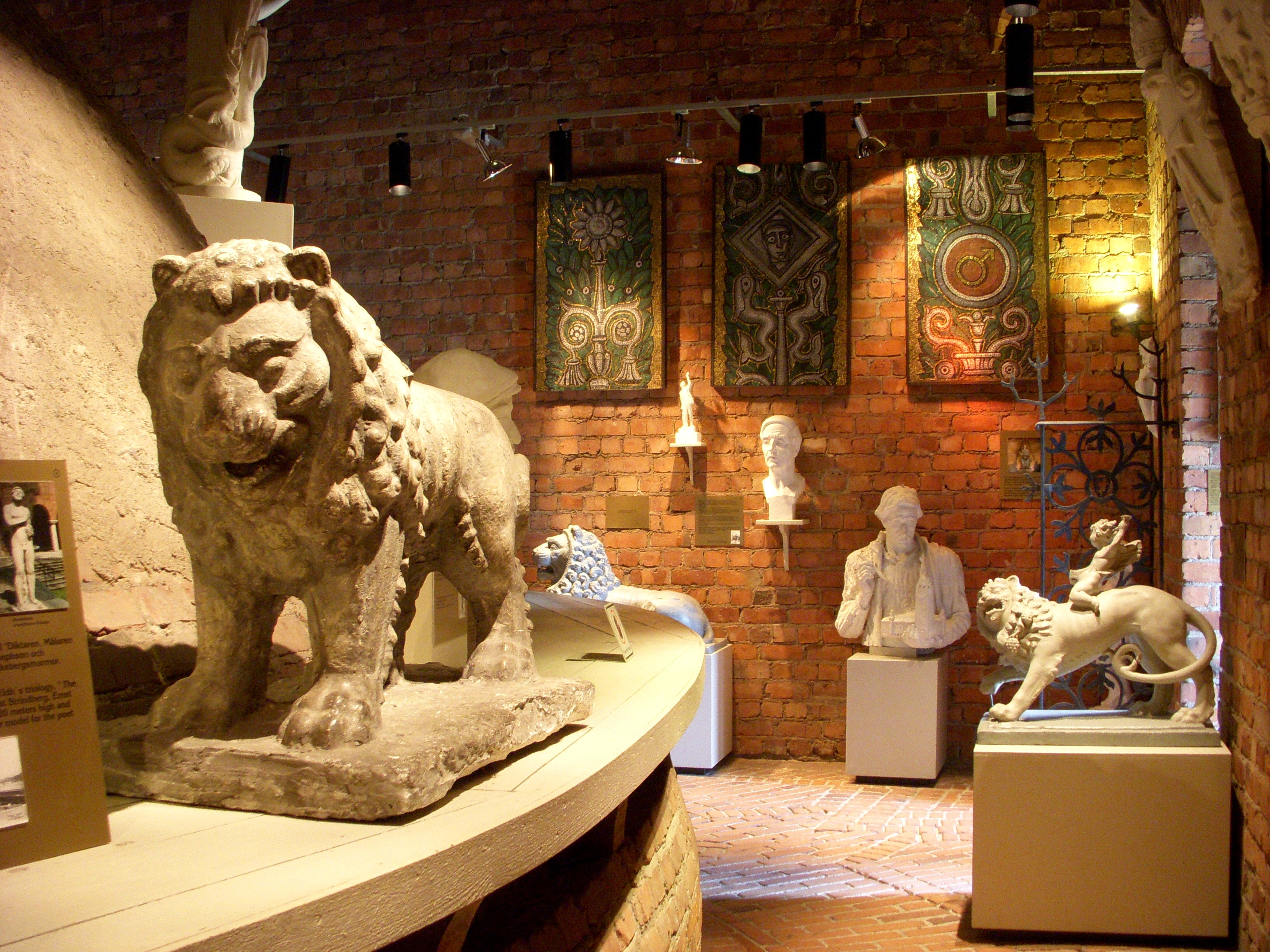
Das Turmmuseum
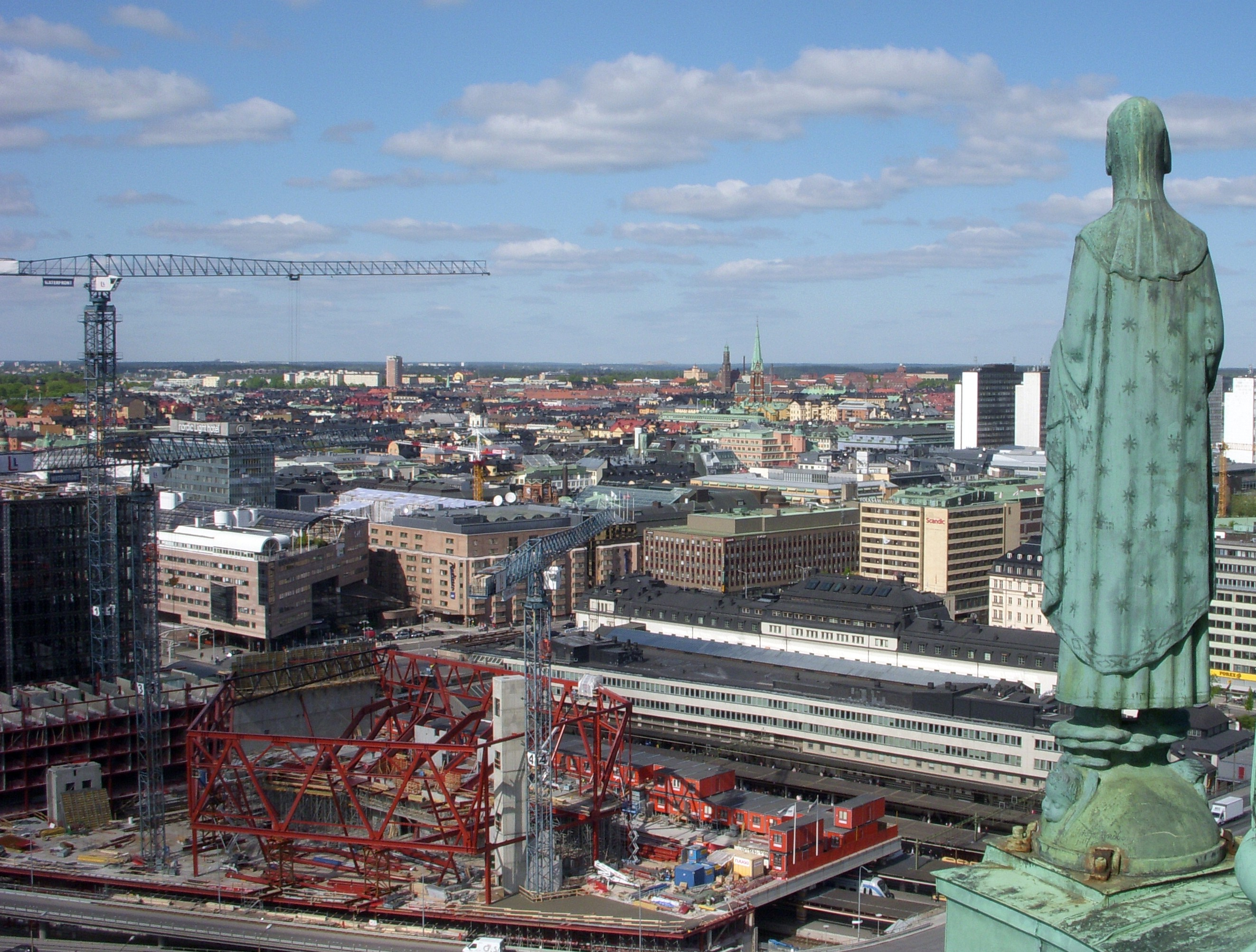
Aussicht nach Nordost
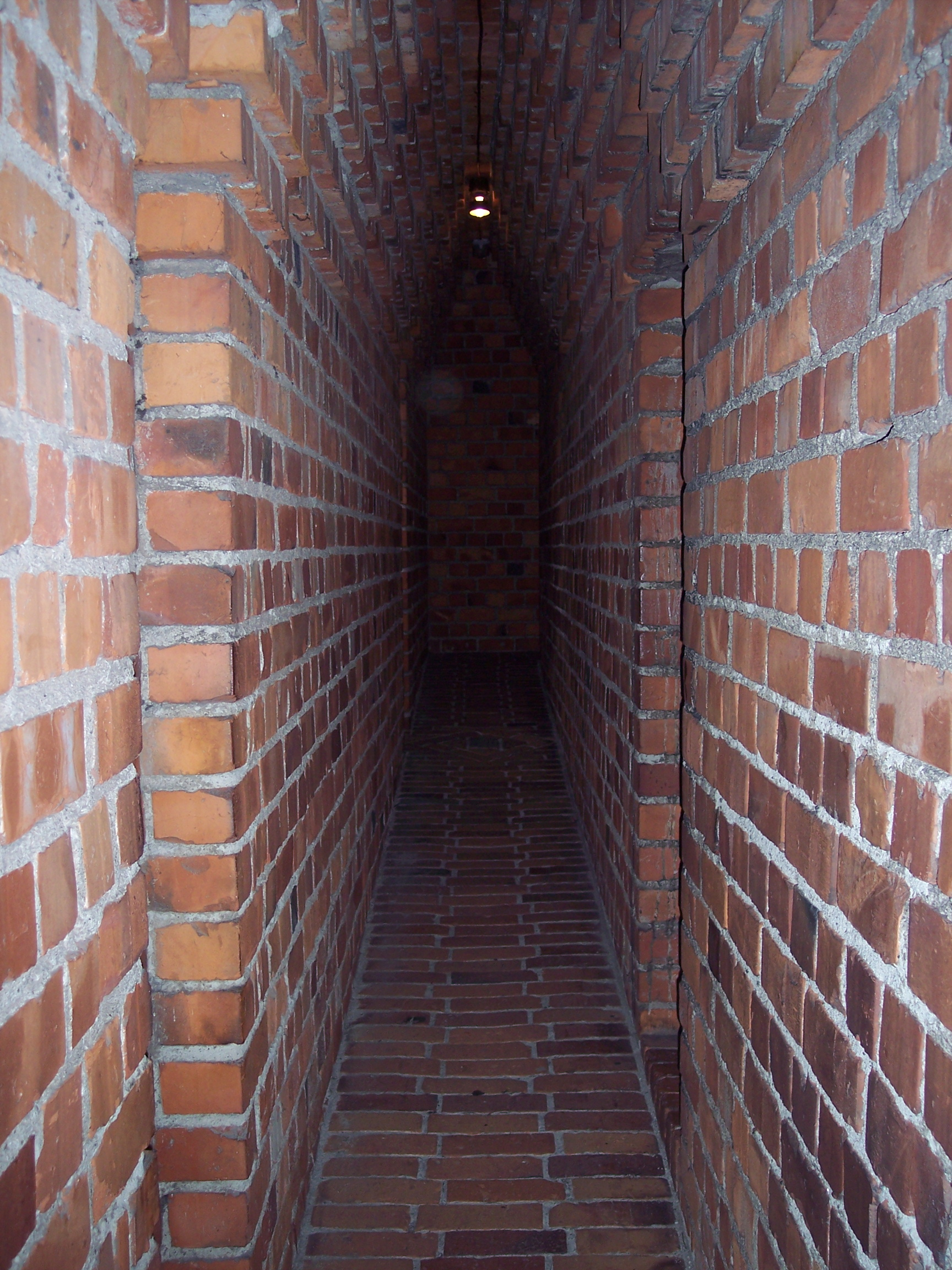
Aufgang Stadthausturm
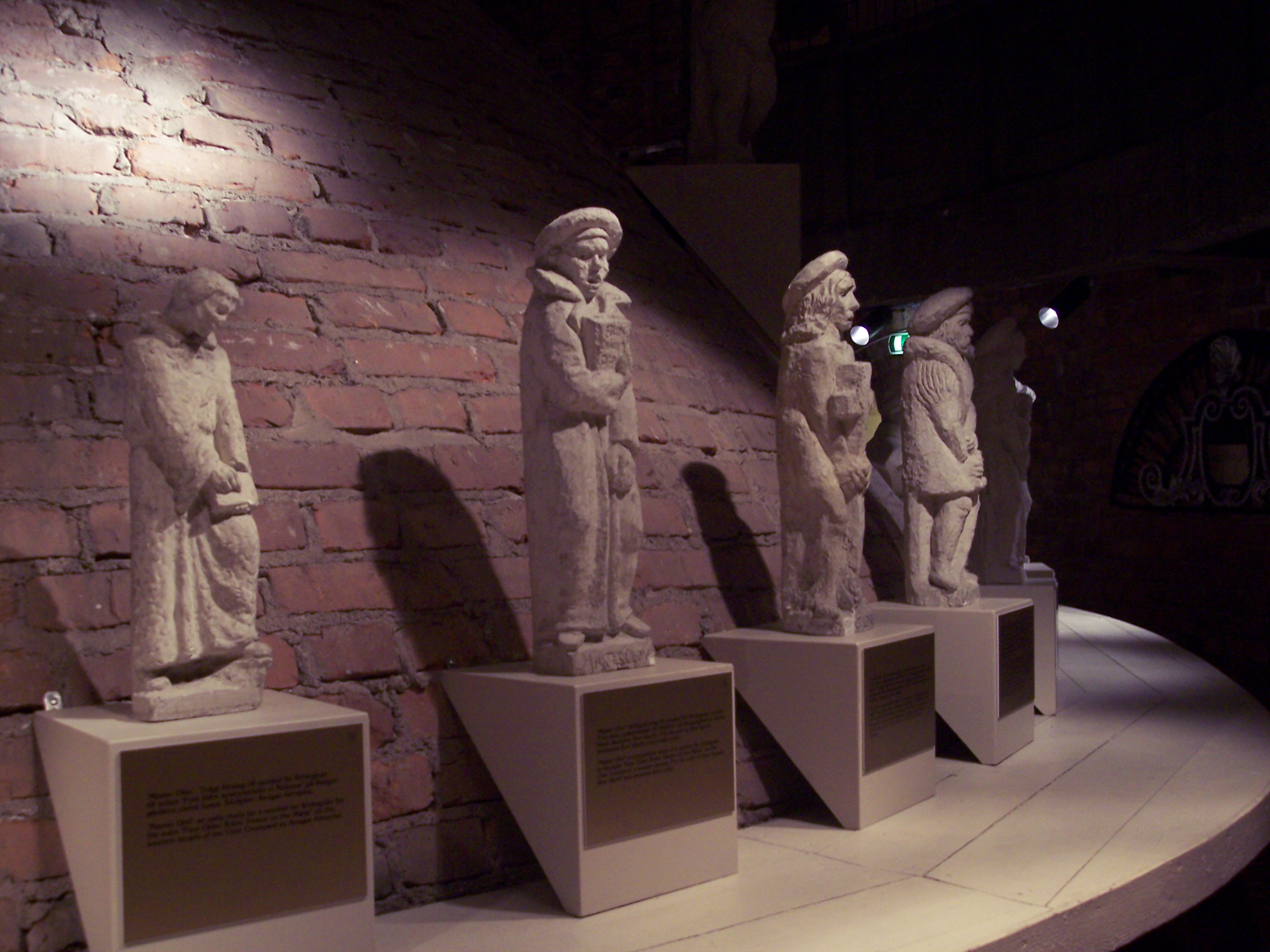
Statuen im Turmmuseum